# Contea di Wyong
La contea di Wyong è una Local Government Area che si trova nel Nuovo Galles del Sud. Essa si estende su una superficie di 827 chilometri quadrati e ha una popolazione di 151.527 abitanti. La sede del consiglio si trova a Wyong.